# 경기남부지하철경찰대
경기남부지하철경찰대(京畿南部地下鐵警察隊)는 경기남부의 수도권 전철 치안유지 임무를 수행하는 경기도남부경찰청 소속 경찰대이다.